# Paprotno (przystanek kolejowy)
Paprotno – przystanek i mijanka gryfickiej kolei wąskotorowej w Paprotnie, w województwie zachodniopomorskim, w Polsce.

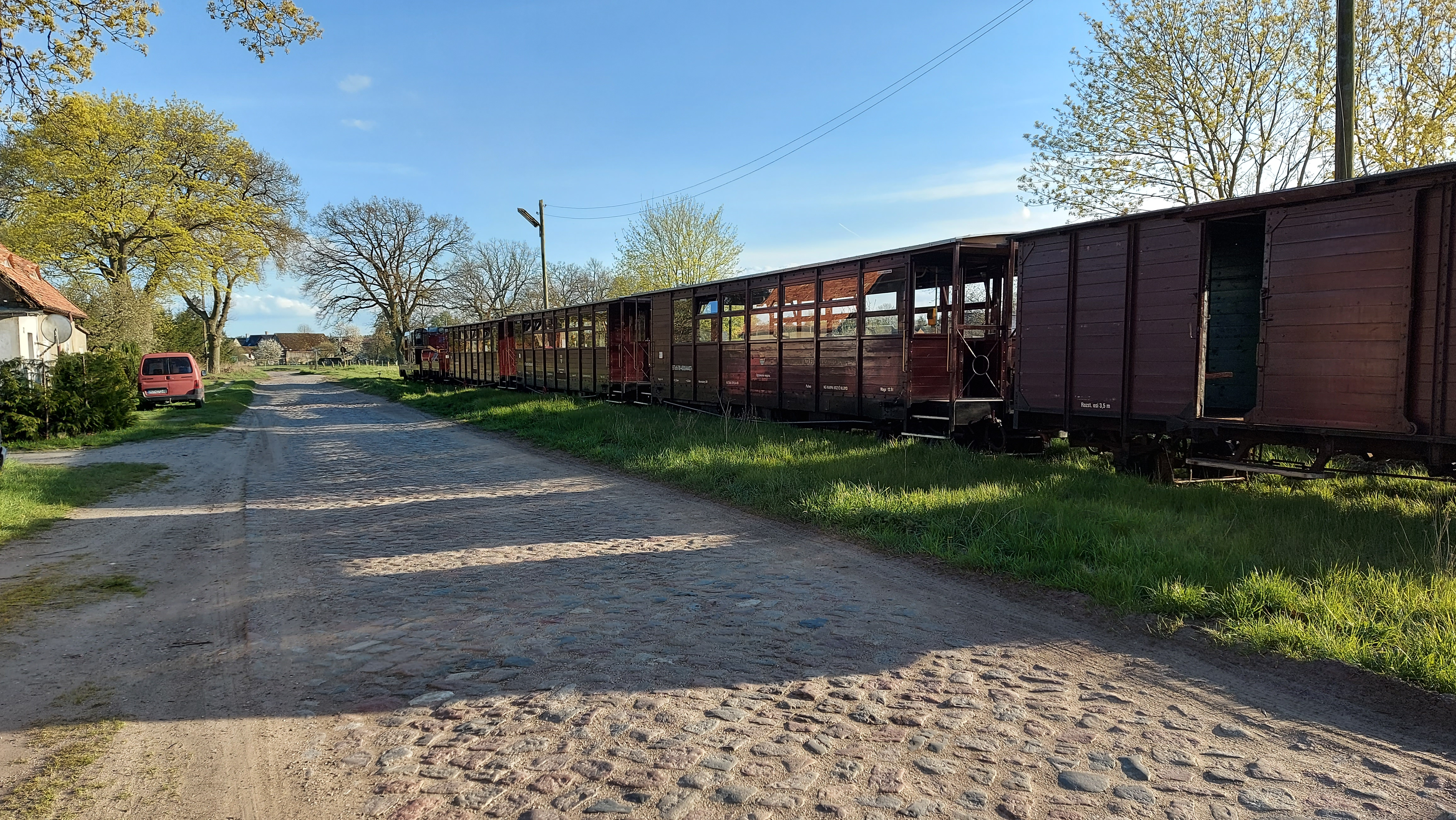
Pierwszy pociąg w sezonie 2021 odjeżdżający z Paprotna w stronę Gryfic